# Aita Donostia
José Gonzalo Zulaika Arregi, José Antonio Donostia o Aita Donostia (en castellano, Padre Donostia) (San Sebastián, 10 de enero de 1886-30 de agosto de 1956) fue un escritor, compositor, musicólogo y organista español.

## Biografía
Comenzó sus estudios musicales en 1896 en la población de Lecároz, valle de Baztán (Navarra), y a la edad de 11 años compuso su primera obra, Diana (1897), para orquesta. En 1908, tras hacerse sacerdote, amplió su formación musical en Barcelona, y entre 1912 y 1918 compuso su obra Preludios vascos, un conjunto de obras populares arregladas para piano. Llegó en 1932 a ser euskaltzain, es decir, miembro de la Real Academia de la Lengua Vasca (Euskaltzaindia).
Su primer profesor de violín fue Toribio Mugica en el colegio de Marianistas y continuó estudiando con el violinista ciego Eleuterio Ibarguren. A los diez años ingresó como alumno en el seminario de Lecároz, donde hizo el bachillerato, el noviciado y los estudios eclesiásticos —fue ordenado sacerdote en 1908— y allí ejerció de profesor hasta 1918. Estudió con el profesor Ismael Etxezarra piano, armonía y composición. Más tarde, entre 1908 y 1911, estudió contrapunto con Adrián Esquerrá en Barcelona; composición con Bernando Gabiola en San Sebastián, y en los años 1920 y 1921 perfeccionó estudios con Eugenio Cools en París. Maduró además su formación gregoriana en varias abadías benedictinas: Silos (1909), Besalú (1915) y Solesmes (después de 1920). Cuando salió de Lecároz en 1918, ya había descollado como compositor, folclorista, articulista, conferenciante y profesor. Como compositor contaba con una extensa producción desde la temprana Diana compuesta a los 11 años: abundante música de cámara de los comienzos de la juventud, numerosas obras corales, melodías con piano, piezas de órgano, canciones y los Preludios vascos que le habían dado merecido renombre. Como folclorista había recogido más de un millar de canciones populares vascas; ya comenzaba a ser reconocido por sus artículos y requerido para pronunciar conferencias en las capitales y poblaciones importantes del País Vasco y Navarra.
A partir de 1918, cuando quedó liberado de las tareas de profesor, la vida del padre Donostia adquirió una enorme movilidad, con permanencias prolongadas en capitales de varias naciones y viajes circunstanciales, singularmente en España, por motivos de conferencias, congresos y reuniones. Madrid fue el primer lugar de permanencia estable durante varios meses, a partir de noviembre de 1918: se familiarizó con la música sinfónica, habitualmente a través de las orquestas Pérez Casas y Arbós, y se acercó a grandes intérpretes del momento: Pau Casals, Risler, Sauer y Wanda Landowska. Un año después fue a París, y buscando el mundo impresionista se acercó a Ravel, quien le recomendó a Eugenio Cools, «profesor de quien guardo el mejor recuerdo, ya por sus cualidades pedagógicas, ya por la amistad que me unió a él». Desde entonces también existió relación entre Ravel y el padre Donostia, que volverían a encontrarse años más tarde en Lecároz. Aprovechó bien su permanencia en París, pues el 28 de junio de 1920 tuvo lugar una audición de «obras del R.P.J.A. de San Sebastián» en la sala Érad, con intervención, entre otros, de Ricardo Viñes, y ese mismo año trabó amistad con Henri Ghéon, uno de los representantes del renacimiento del teatro católico francés. Cuatro de sus obras fueron ilustradas musicalmente por el padre Donostia, siendo estrenadas tres de ellas en París.
Durante su estancia en Madrid (1918-19) había formado un coro y organizado cursos de liturgia y de música. Entre 1922 y 1924 pasó de nuevo tres largas temporadas en la capital de España, reemprendiendo su labor anterior, y tuvo oportunidad de hacer oír su música, como Bocetos, que se estrenó en la primavera de 1923, o la versión de Les Trois Miracles. A requerimiento del obispo de Bayona llevó a cabo en el segundo semestre de 1924 una serie de intervenciones en Argentina para ayudar a un seminario de Ustaritz. Lo más destacable fueron las conferencias, conciertos en Buenos Aires, Bahía Blanca, Concordia y Montevideo, y la representación de sus cuadros líricos vascos en Buenos Aires. Estos cambios se dan con menos frecuencia en los años siguientes y hasta 1936, siendo los más intensos en investigaciones musicológicas que se reflejan en numerosos artículos y conferencias. Fue admitido como miembro de la Sociedad Internacional de Musicología (1928), Sociedad Francesa de Musicología (1930), Academia de la Lengua Vasca (1932), Academia de Bellas Artes de San Fernando (1932) y, algo más tarde, de la Hispanic Society of America.
La actividad de compositor se refleja fundamentalmente en el grupo de composiciones de orquesta, generalmente con canto. Se ha hecho referencia a varias con texto de Henri Ghéon; hay, además, cuatro para pequeño conjunto: Axeria eta gabaraxaina, Joie, Notre Dame de Sokorri y Saint Nicolas. En estos años presentó en pequeña orquesta varios números de los Preludios Vascos. Una obra significativa fue Acuarelas vascas (1932), estrenada ese mismo año en Madrid por Arbós, que la repuso luego en varias capitales europeas. Trabajó para violín y piano varios de los Preludios vascos y las sonatas de Joaquín Arana y Albinoni, y compuso cuatro obras significativas para piano. Entre las importantes obras sueltas, religiosas y profanas, destaca el bloque de más de cuarenta melodías vascas, de un singular revestimiento pianístico.
En 1936, durante la guerra civil española, se exilió a Francia, viviendo en Toulouse, París, Mont-de-Marsan, e instalándose finalmente en Bayona.
Desde otoño de 1936 a la primavera de 1943 residió en Francia, dedicándose a labores benéficas. Siguió cultivando la música: compuso, dio conferencias y organizó conciertos; éstos en especial durante los dos años de residencia en Bayona, donde ejerció la organistía de Saint Charles en Biarritz y fundó la coral Sine Nomine. Composiciones de estos años son el juguete escénico Bétharram, el drama La Quête héroïque du Graal, el Poema de la pasión y varios motetes polifónicos; y lo más significativo, los tres cuadernos de Infantiles para piano, así como las tres suites Itinerarium mysticum, para órgano.
En 1943 estaba de nuevo en Lecároz, pero ese mismo año se creó en Barcelona el Instituto Español de Musicología, centro integrado en el Consejo Superior de Investigaciones Científicas, y desde 1944 hasta 1953 trabajó en él, primero en la sección de musicología y luego en la de folclore. En esta última realizó una ingente labor, atestiguada por las seis mil fichas recogidas, estudiadas y comentadas por él, relativas en gran parte a la canción popular. Representó al Instituto en los congresos internacionales de folclore de Londres (1947) y de Basilea (Suiza, 1948). A estos años pertenecen algunas piezas para piano y para órgano, canciones con texto catalán, muchas melodías originales en estilo gregoriano, obras polifónicas, como el Tríptico franciscano, y sobre todo la Missa pro defunctis. Esta labor personal continuó en Lecároz desde el verano de 1953. Compuso algunas partituras profanas vascas, pero predominan las composiciones religiosas: antífonas y plegarias al Señor, a la Virgen María y a varios santos, algún número navideño y principalmente la serie de responsorios de Navidad para voces blancas y los de Semana Santa para voces graves. A comienzos de 1956 se apreciaron ya los primeros síntomas de su enfermedad.

## Obra

### Musicología
Siendo como fue un compositor, musicólogo y organista vasco de los más destacados, su obra es también extensa en todos los campos en los que trabajó con pasión. Entre las facetas que configuran la rica personalidad musical del padre Donostia destacan las dedicadas a la composición y el folclore vasco, siendo muy importante su aportación a la musicología; a esto se unió una frecuente y acertada actividad de conferenciante. Composición y folclore nacieron como afición consciente apenas pasada la adolescencia, en los primeros años del siglo, cuando escribía las Piezas románticas para cuerda y piano, y cuando trabó contacto con escritos de los folcloristas Azkue y Gascue, y con canciones de Charles Bordes (autor en 1897 de Archives de la tradition basque, una investigación etnomusicológica encargada por el Ministerio de Educación Pública francés). Pocos años después se encontraba comprometido en ambas especialidades como en una única empresa que desarrolló a lo largo de la vida.
El padre Donostia fue un investigador del folclore vasco en general, si bien lo fue principalmente del folclore musical, y dentro de este, eminentemente de la canción popular. En materia musical trató temas relacionados con instrumentos, danzas, juegos y costumbres, reflejados en trabajos como Instrumentos populares vascos, Instrumentos de música popular española (se mencionan 358 instrumentos), Historia de las danzas de Guipúzcoa, Irri dantzak-Danzas de risa, Canciones de trabajo en el País Vasco y Elogio musical de la pelota vasca. En la canción popular centró el esfuerzo de sus investigaciones a partir de 1911 y durante varios lustros. Los ejemplares recogidos en los primeros años fueron galardonados en 1915 en concurso organizado por las cuatro diputaciones vascas. De la selección realizada entre ellos y entre los recogidos posteriormente se formó la colección Euskel eresorta-Cancionero vasco, publicado en 1922 con un total de 393 melodías. El número de ejemplares recogidos es aproximadamente de dos mil, cuya publicación en cuatro volúmenes fue el coronamiento de la obra completa compuesta por los doce volúmenes de música (en la que no va incluida la producción sinfónica y sinfónica-vocal) y los cinco de escritos. El amplio material de melodías es de un gran valor en sí, pero lo es además por la información que acompaña a cada canción, algunas de las cuales ya habían sido presentadas hacía muchos años en publicaciones como Gure Herria, Euskalerriaren Alde, Revista Internacional de Estudios Vascos, Yakintza y Boletín de la Real Sociedad Vascongada de Amigos del País. Ese gran acopio de material fue la base para elaborar numerosos artículos y conferencias relativos al folclore músico-vocal, así como múltiples estudios sobre los diferentes grupos de canciones (enumerativas, infantiles, zortzikoak, de cuestación, de cuna...), canciones concretas como la Marcha de San Ignacio, otros de carácter general sobre la canción vasca o sobre la canción popular religiosa, y sobre la manera de recoger las canciones populares. Como aportación al folclore español escribió el artículo «El modo de Mi en la canción popular española», además de las seis mil fichas sobre canción popular que se conservan en el Instituto Español de Musicología del CSIC.
Coincidiendo con los años de labor en ese instituto, colaboró en el Anuario Musical del mismo, sacó a la luz Música de tecla en el País Vasco. Siglo XVIIl (1951), importante contribución al clave de España y la primera del País Vasco, y preparó las Sonatas de Manalt y obras de Juan de Antxieta.
Destacable es el extenso estudio Música y músicos del País Vasco (1953), que viene a ser la primera historia de la música del territorio, con muchos datos y noticias de primera mano.
Colaboró en diccionarios de varias naciones: el castellano de la editorial Labor (1954), el alemán Die Musik in Geschichte und Gegenwart de Blume (1949...), el francés de Larousse (1957) y el inglés de Grove, quinta edición (1954-55). Algunos de sus escritos son propiamente trabajos de musicología, como Essai d'une bibliographie musicalepopulaire basque o Panorama de la música en el País Vasco, anterior en varios lustros y base del citado Música y músicos en el País Vasco.
Cuando se proyectaba la publicación de las obras del padre Donostia, su amigo y gran musicólogo francés Alexis Roland-Manuel se interesó porque se destacara su condición de folclorista: «Músicos no faltan, pero folkloristas de su talla son muy raros»; por ello es menos conocida la producción del padre Donostia como compositor que como folclorista a pesar de mostrar una «sensibilidad musical delicadísima» (Ravel), siendo fundamentalmente autodidacto en composición, aunque siempre guardó un agradecido recuerdo de sus profesores.

### Obra musical
En sus composiciones de 1905 Doce romanzas para violín y piano y Cuarteto de cuerda en Mi menor, está patente el espíritu clásico romántico infundido por Etxezarra. Eran trabajos de estudio pero revelan ya una intención expresiva, vuelo melódico y dominio de las técnicas de armonía e instrumentación. Las obras que siguieron para tecla son consideradas las primeras significativas de su personalidad, todavía bajo el signo del romanticismo: diez piezas para órgano y los tres primeros cuadernos de Preludios vascos para piano. Las piezas para órgano están escritas casi todas en 1907-09 y fueron publicadas en 1908 y 1910. Las de 1910 forman una suite de cinco números que merecieron del compositor-organista N. Almandoz este juicio: «Composiciones suyas posteriormente escritas para órgano: Itinerarium mysticum y la póstuma In festo VII Dolorum B.M.V. no le superan en frescura y belleza». Los Preludios vascos son ya ejemplos de escritura pianística hábil y suelta, sin el recurso de dificultades técnicas, «para decir lo que sentía me basta aquel léxico musical». Reproducen netamente la melodía popular, pero «son vascos particularmente porque he querido pintar en ellos el alma vasca de aquellos paisajes, de aquellas personas y pueblos». Esta intencionalidad descriptiva nació al contacto con las piezas cortas de Schumann y Grieg: «Estos dos autores no son ajenos a la manera en que enfoco estos "interiores" y "exteriores"». De estos años anteriores a la Primera Guerra Mundial es un importante número de obras corales profanas y religiosas, casi todas sobre temas populares; en ellas, como en el revestimiento pianístico de la treintena de melodías del cancionero de Salaberry, y en la colección Pom de cançons, reparte hábilmente los recursos armónicos y contrapuntísticos de la escuela clásico-romántica. Se incluyen aquí varias decenas de melodías gregorianas con un acompañamiento de órgano depurado, reducido a los elementos precisos de la armonía.
Las obras de la segunda parte de la década de 1910 presentan inquietudes de cambio: una cuarentena de canciones populares con piano apuntan a renovaciones estéticas, con una escritura pianística más abierta, sea en nuevas formas de agregaciones armónicas o en tratamientos ornamentales de tipo horizontal. Varias canciones de 1919 determinan por la fuerza expresiva de los contrastes tonales el cambio que será patente en Les Trois miracles de Sainte Cécile, para pequeña orquesta y coro femenino en seis números, que son ilustraciones musicales del drama religioso de Henri Ghéon, y fue estrenada en París en enero de 1921. En versión para gran orquesta realizada por el autor, fue estrenada en Madrid en 1923 como Bocetos de música escénica para el drama religioso Santa Cecilia. Es innegable el influjo de las formas más atrayentes de Debussy y Ravel en esta obra que nació después de su primera permanencia en París. El mismo padre Donostia escribía más tarde: «La música de Ravel (como la de Debussy, Fauré, etc.) me había abierto la puerta del jardín de la música moderna». Con todo, no quedó preso en aquel jardín tentador: dispuso de sus logros y de los de otras corrientes contemporáneas y formó su propio estilo personal, como se refleja en el bloque de melodías vascas, unas cuarenta escritas entre 1920 y 1930: parecen una exhibición de recursos de escritura y procedimientos pianísticos. Lo avanzado de su técnica aplicada al tema popular suscitó en los amantes de la música del pueblo inquietudes e incluso duras críticas. Más tarde vendrían otras canciones de ambiente folclórico, como Canciones sefardíes, con recursos novedosos pero dentro de una escritura más sobria y en lenguaje horizontal más abierto. También para canto y piano, de poco después de 1930, es un grupo de poemas franceses con textos de Verlaine, Ronsard y Pierfitte, entre otros. Las melodías originales dan lugar a un revestimiento pianístico de mayor fantasía, desenvuelto y caprichoso, con armonías sutiles, ricas en cromatismos, modulaciones y politonalidades, si bien insinuaciones de lo popular y del gregoriano crean el clima preciso en el ambiente de varios números. De características similares y contemporáneas son cuatro piezas de piano, más sobrias en sus elementos caracterizantes.
La producción más significativa de estos años es la música para representaciones teatrales: siete obras de diversa extensión. De 1925-26 es La Vie profonde de Saint François d'Assise, la de mayores pretensiones por su duración (superior a una hora), la amplia plantilla interpretativa que exige y por el logro de inspiración y técnica. Las demás son de 1934-38. En la sucesión de cuadros sobre la vida de San Francisco se busca la descripción del entorno exterior con un logrado colorido orquestal, pero predomina la fuerza descriptiva de un intenso mundo interior, donde la música adquiere en momentos una gran tensión en sus choques armónicos y cromatismos, junto a otros momentos de etérea elevación mística. La obra obtuvo una gran aceptación el día de su estreno en el Teatro de los Campos Elíseos de París. De las otras obras de duración y conjunto instrumental más reducido, viene en primer lugar Saint Nicolas, leyenda sobre tres niños asesinados que son restituidos a la vida por San Nicolás. Fue compuesta para una formación instrumental cuya base es la misma de Joie, Notre Dame de Sokorri y Le Noel de Greccio, cuerda, arpa, piano y armonio, marcando las diferencias el añadido de uno o dos instrumentos, madera o metal. Las tres últimas fueron estrenadas conjuntamente en París en 1936. Joie, con texto de J. Hiriart, está extraviada; Notre Dame de Sokorri evoca la peregrinación a una capilla de los alrededores de San Juan de Luz, y Le Noel de Greccio ilustra la escena franciscano-navideña con motivos navideños gregorianos y populares vascos. Transparencia y refinamiento son características comunes, aplicables asimismo a Bétharram, juguete escénico para cuerda, piano y armonio. Una concepción instrumental más contemporánea muestra La Quite héroique de Graal, para cuarteto de ondas Martenot, que comprende treinta ilustraciones musicales. Difiere además de las anteriores por el empleo casi total de temas originales.
La importante producción para tecla durante su forzada residencia en Francia es muestra de acrisolamiento armónico y de sabia disposición de elementos melódicos. Los Tres cuadernos de piano a cuatro manos, para profesor y alumno, facilitan, además de la iniciación en la interpretación de conjunto, una sugerente familiarización del alumno con nuevas sonoridades. También escribió tres cuadernos para órgano, Itinerarium mysticum, que, según el propio autor, «quieren ser oración hecha música». El canto gregoriano fue sustancial en su vida y obra: armonizaciones de las melodías pluriseculares y composiciones basadas en ellas se sucedieron, pero estas piezas para órgano, junto con la Missa pro defunctis, son su mejor monumento al canto litúrgico tradicional. Amigo y admirador de Charles Tournemire, quien le dedicó un volumen de L'Orgue mystique, hace prevalecer su sello personal en estos veinte números de órgano, en los que es común el dominio y control del material elegido, lo que le diferencia del lenguaje más suelto del francés, proyectado y realizado como una paráfrasis libre del gregoriano. La Missa pro defunctis alterna entre el órgano y la parte vocal el comentario gregoriano, que acentúa, sin distraer, las melodías y textos del tradicional canto exequial. Unas ideas escritas por el autor son la mejor ilustración: «Misa destinada al culto... de ahí el carácter de sobriedad; su polifonía no es imitación de la clásica, si bien su espíritu circula por la obra; el órgano tiene un cometido propio, independiente; el autor ha querido reflejar en cada momento la serena confianza que brota de los textos litúrgicos y ha huido de efectismos».
En la producción de música coral no se dan los grandes paréntesis existentes en el órgano, el piano y la orquesta; las composiciones corales, profanas y religiosas, fueron objeto de una labor continuada que se intensificó en los últimos lustros. El Poema de la Pasión es la obra más significativa por sus dimensiones en tiempo y medios interpretativos, y sobre todo por su construcción. Pero obras de menores pretensiones son modelos de precisión y refinamiento de armonía. Entre las religiosas que glosan un tema gregoriano figuran Ave María, Inviolata y Aingeruen Erregina, que son transparentes, sin el complicado tejido cromático-modulatorio que caracteriza gran parte de las joyas polifónicas de temas originales dedicadas a Cristo (Benedictum sir, Jesu dulcis, O Jesu mi dulcissime); las mariales Dulcis amica, O Domina; las plegarias por la Unidad, por la Paz, y los responsorios de Semana Santa; entre las profanas destacan varias navideñas, otras catalanas, señaladamente Tríptico Franciscano y la corsa O Ciucciarella o la festiva Venerabilis barba capuccinorum, divertimento musical inspirado en una obra homónima atribuida a Mozart.
Xavier Montsalvatge da una síntesis de la personalidad del Padre Donostia: «Era su percepción finísima, su instinto musical, su innato buen gusto y señorío lo que hacía que resolviera las cosas de la música y de la literatura con peculiar inspiración, elegancia y originalidad». Todos sus escritos musicales fueron editados por J. De Riezu, divididos en artículos, conferencias, diarios y reseñas.

### Obras musicales
- Diana (1897).
- Minueto.
- Lelengo liliak.
- Meditación.
- Rapsodia bascongada.
- Preludios vascos (1912-18).

### Cancioneros
- Euskal Eres-Sorta. Cancionero Vasco (1922).
- IX Egu-berri Abestiyak (1916).
- Eleiz-Abesti-Sorta (1925).
- Euskal Eleiz Kantikak (1952).
- XL Eleiz-Euskal-Abestiak (1924).